# Giuseppe Cafasso
Giuseppe Cafasso (15. ledna 1811, Castelnuovo d'Asti – 23. června 1860, Turín) byl italský kněz, kterého římskokatolická církev uctívá jako světce.
Vzdělání získal na školách v Turíně a v roce 1833 byl vysvěcen na kněze. Působil hlavně mezi mladistvými vězni a byl rádcem sv. Jana Bosca. Docházel za odsouzenci na smrt a smiřoval je před popravou s Bohem.
Zemřel na pneumónii a při jeho pohřbu pronesl kázání sv. Jan Bosco.